# Castel Guelfo di Bologna
Castel Guelfo di Bologna – miejscowość i gmina we Włoszech, w regionie Emilia-Romania, w prowincji Bolonia.
Według danych na styczeń 2009 gminę zamieszkiwało 4216 osób przy gęstości zaludnienia 147,7 os./1 km².